# Друга англо-маратхська війна
Друга англо-маратхська війна — друга із низки війн між британською Ост-Індійською компанією та Маратською конфедерацією за гегемонію в Західній і Центральній Індії.

## Попередні обставини
На початку 19 століття конфлікти між маратхськими князями посилилися, вони плели інтриги, чим допомагали британцям підкоряти князівства поодинці. Територіальні суперечки князів Гваліору та Індауру 1801 року призвели до війни між ними, збройних нападів, грабунків мирного населення, до цього прилучалися і британці, котрі зумисне посилювали ворожнечу між князями. Генерал-губернатором Річардом Велслі британським збройним силам на території сучасної Індії було поставлене завдання підірвати могутність імперії Маратів.
1802 року виник привід для втручання у маратські міжусобиці, коли розбитий у битві при Пуне армією Голкара пешва Баджі Рао II, котрий діяв спільно з силами Синджих, утік під британський прихисток у Басейн. У грудні 1802 року Баджі Рао II підписав із британцями Басейнський договір, за умовами якого в обмін на військову допомогу передоручав Ост-Індійській компанії всю зовнішню політику маратської держави, та зробив територіальні поступки, зобов'язувався утримувати в Магараштрі не менше 6000 вояків, виділяючи на це щорічно не менше 2,6 мільйона рупій. Магараштра фактично перейшла під британський протекторат. Не визнали британського протекторату противники пешви — правитель князівства Гваліор — з династії Скіндіїв та Наґпур — династія Бгонсле.

## Перебіг бойових дій
Британські війська форсованим маршем займають Пуну та відновлюють владу пешви. Ворогуючі між собою маратські князі не зуміли об'єднатися перед спільним ворогом, хоча певні кроки до припинення ворожнечі перед лицем спільного ворога все ж були зроблені. Від Пуни британці рухаються і займають Гандеські перевали. У вересні 1803 року британський генерал Джеральд Лейк розбив військові сили Шинде у битві при Делі, хоча втрати британців становили 3000 вояків, а марати під проводом Луї Буркіна втратили 409. Артур Веллслі зайняв Ахмаднагар, розбив маратів у битві при Асаі на кордоні Гайдерабада. У листопаді того ж року сили Шинде розбиті при Ласварі, війська Бгонсле — у битві при Аргаоні. Британці займають головну фортецю Нагпуру Гавілгур (Gawilghur).
Після розбиття Шинде і Бхонсле частини Лейка зайняли фортецю Аліґарх, після битви вступили в Делі, рушили на Агру та змістили імператора Моголів. Уперто боронився раджа Індаура з династії Голкарів Ясвант Рао I, проте і його сили врешті були переможені. У бою під Насварі було знищено північну армію маратів, усі землі північніше річки Чамбал зайняті британцями. Вирішальну перемогу британці здобули в битві при Диґе.

## Наслідки
Маратхи були переможені, їм було завдано значних територіальних втрат, Ґваліор та Наґпур підписали договори, за якими поступалися Ост-Індійській компанії землями між Пенджабом і Бенгалією, у тому числі долиною Ґанґу з містом Делі та приморським округом Орісси Каттак, портом Бгаруч.
Проте лондонські чиновники були незадоволені великими витратами на кампанію Велслі. Після самочинного удару по Голкару Велслі з ганьбою відкликається з посади в Індії, для певного замирення Шинде і Голкару повернено частину територій, Шах Аламу II повернено трон.
Згодом марати не змогли тримати під контролем свої збройні сили, і багатотисячні загони ополчення (піндарі) під керівництвом колишніх воєначальників маратських князів вчиняли набіги як на території різних князівств, так і на землі під британським контролем. Потреба приборкати ці напади призвела до Третьої англо-маратської війни.